# Oratorio del Carminello
Das Oratorio del Carminello ist ein Kirchengebäude des Barock in Palermo.

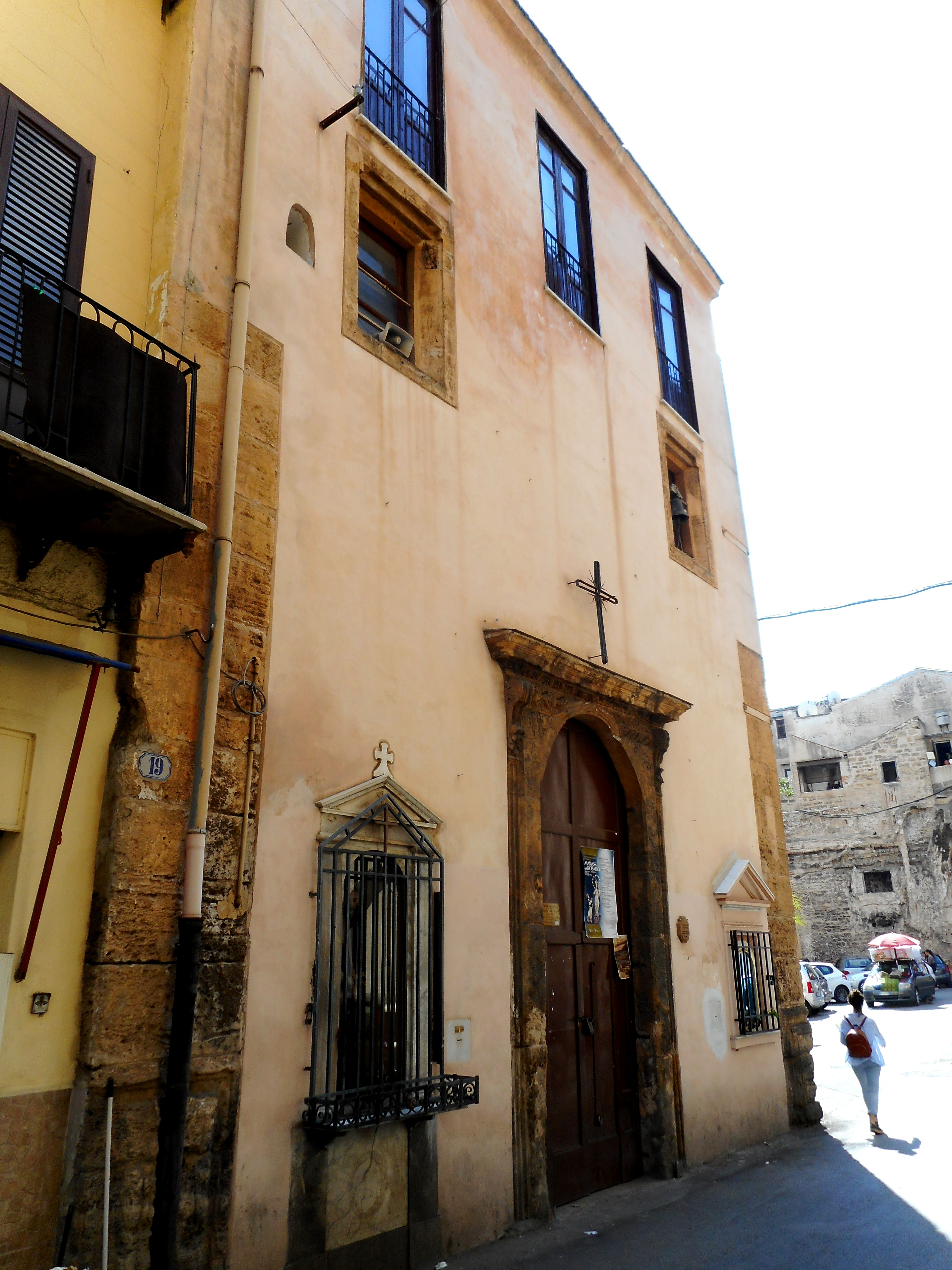
Fassade

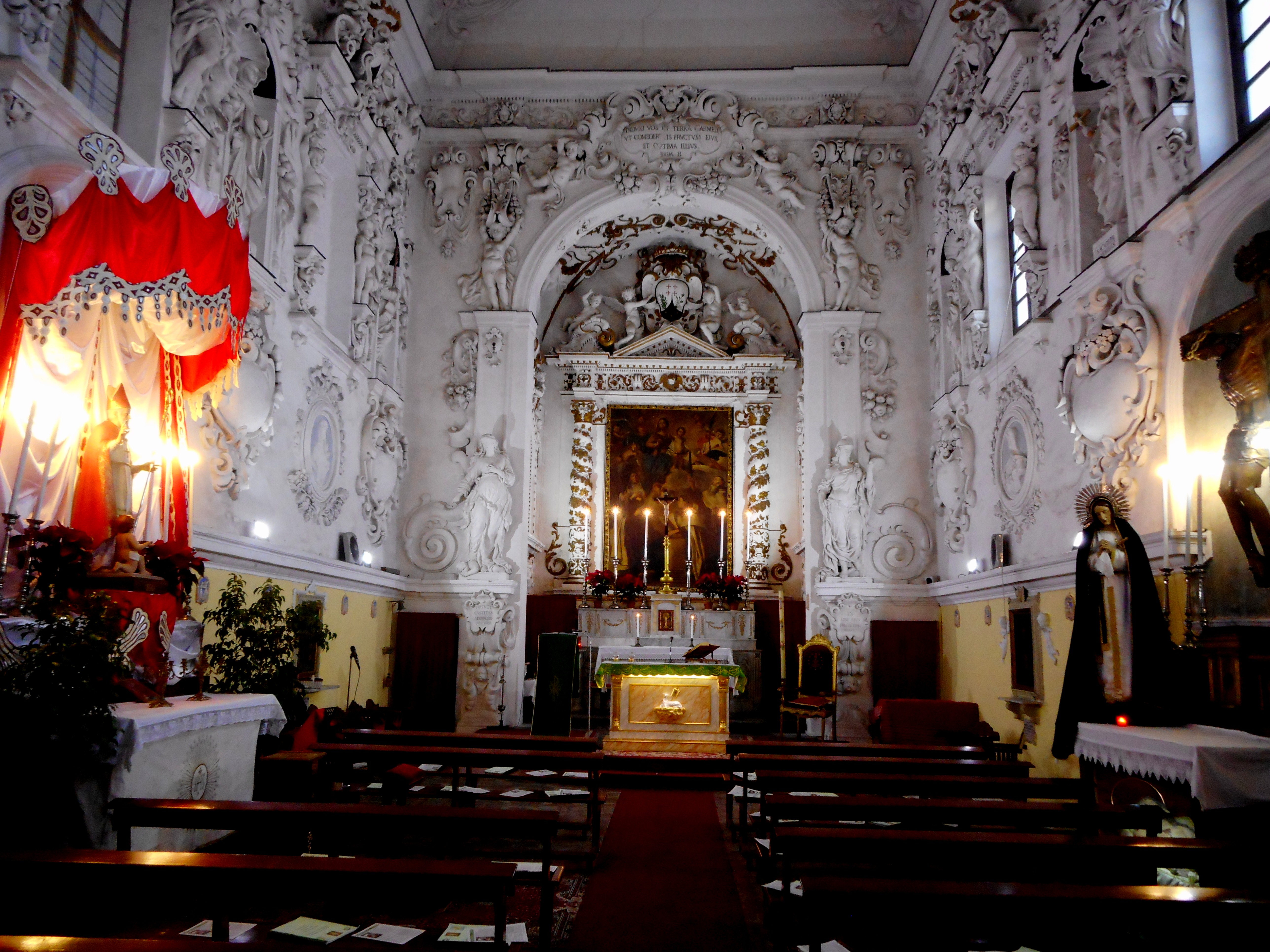
Innenraum

## Baugeschichte
Das nahe am Corso Tukory in der Via Porta Santa Agata gelegene Oratorium, auch als „Carmine Minor“ bezeichnet, wurde mit finanzieller Hilfe des einheimischen Adels von der Vereinigung „Madonna del Carmelo“ um 1690 erbaut und dem Patronat der Madonna del Carmine anvertraut. In früheren Zeiten war das Oratorium durch einen Zugang mit der nahe gelegenen, 1875 zerstörten Kirche San Nicola di Brari verbunden.
1915 ging das Oratorium in die Hände der Bruderschaft „Unserer Lieben Frau vom Rosenkranz Carminello“ (Maria Santissima del Rosario al Carminello) über, die auch die Krypta als Grablege nutzte.

## Ausstattung
Das reich mit Stuck versehene Innere steht im Gegensatz zum schlichten Äußeren. Der für ein Oratorium ungewöhnlich hohe, rechteckige Raum ist gänzlich mit Stuck der Serpotta-Werkstatt überzogen. Die Innenfassade ist im oberen Bereich durch Bögen gegliedert, hinter der eine Empore liegt. Beidseitig vom Eingang befinden sich zwei von Engeln gehaltene Tondi Giacomo oder Procopio Serpotta „Geburt Christi“ und „Flucht nach Ägypten“. In hochgelegenen Rundnischen befinden sich die allegorischen Skulpturen, „Sanftmut“ und „Mitgefühl“. Das Presbyterium liegt hinter einem hohen Bogen, der von gedrehten Marmorsäulen gerahmt wird. Das Tafelbild hinter dem Altar stammt von einem unbekannten Malers des 18. Jahrhunderts, genau wie das mit Stuck gerahmte Gemälde „Rosenkranzmadonna“. Des Weiteren sind hier die Statuen der Heiligen Rosalia und Dominikus aufgestellt.
Durch eine Falltür im Boden gelangt man in die Krypta. Ein Gang führt in drei mit Majolikafliesen und floraler Malerei dekorierte Räumen, in deren Wände 32 Loculi für die Aufnahme der Verstorbenen eingelassen sind.